# Opal Peak
Opal Peak är en bergstopp i Kanada.   Den ligger i provinsen Alberta, i den centrala delen av landet, 3 100 km väster om huvudstaden Ottawa. Toppen på Opal Peak är 2 798 meter över havet, eller 468 meter över den omgivande terrängen. Bredden vid basen är 2,1 km.
Terrängen runt Opal Peak är huvudsakligen kuperad, men åt nordväst är den bergig. Trakten runt Opal Peak är nära nog obefolkad, med mindre än två invånare per kvadratkilometer.. Det finns inga samhällen i närheten.
Trakten runt Opal Peak består i huvudsak av gräsmarker.